# Johann Christian Gottlieb Wernsdorf
Johann Christian Gottlieb Wernsdorf (* 28. Dezember 1755 in Helmstedt; † 29. Juni 1822 ebenda) war ein deutscher Hochschullehrer und Philosoph.

## Leben
Johann Christian Gottlieb Wernsdorf wurde als Sohn des Helmstedter Hochschullehrers Johann Christian Wernsdorf und dessen Ehefrau Magaretha Katharina (geb. Nitsch) geboren. Seine Schwester Luise Elenore Gottliebe Wernsdorf (* 9. September 1757; † 12. Mai 1826) war verheiratet mit Karl Ludwig Nitzsch.
Er erhielt den akademischen Grad Magister, wurde 1782 Adjunkt der Philosophie und seit 1787 außerordentlicher Professor der Philosophie an der Universität Helmstedt, der er bis zu ihrer Auflösung, Ostern 1810, angehörte, anschließend wurde er zur Ruhe gesetzt.

## Schriften
- Johann Christian Wernsdorf; Johann Christian Gottlieb Wernsdorf; Daniel Haecksius; Franciscus Bernhardus Rodde; Michael Leuckart: Clavdii Lysiae Epistola Et Tertvlli Oratio Actor. XXIII, XXV - XXX, et XXIV, I - VIII Ad Disciplinam Rhetorvm Exactae. Helmstadii Leuckart Wolfenbüttel Herzog August Bibliothek 1773.
- Johann Christian Gottlieb Wernsdorf; Heinrich Friedrich Oberfeld: De repotiis veterum disputatio philologica. 1780.
- Johann Christian Gottlieb Wernsdorf; Johann Christian Wernsdorf; Carl Gottfried Fleckeisen: Catalogus Librorum Philologicorum Historicorum Philosophicorum Theologicorum Caet Quorum Auctio Fiet Helmstadii In Habitatione Wernsdorfii D. IX. Mart. Et Seqq MDCCLXXXXV. Helmstadii Fleckeisen Göttingen Niedersächsische Staats- und Universitätsbibliothek Helmstedt 1795.
- Johann Christian Gottlieb Wernsdorf; Johann Adam Schier; Sigismund Christian David Leuckardt: Ad Virvm Amplissimvm Et Clarissimvm Ioh. Adamum Schierivm In Avspiciiis Anni MDCCC. Helmstadii Typis S. D. Leuckarti Wolfenbüttel Herzog August Bibliothek 1799.
- Friedrich August Ludewig; Johann Christian Gottlieb Wernsdorf; Sigismund Christian David Leuckardt: Bibliotheca Joannis Christiani Gottl. Wernsdorfii, Quondam Professoris Philosophiae P.E. In Academia Helmstadiensi, Helmstadii Die XX Octobr. et seqq. Anno MDCCCXXIII In Publica Auctione Vendenda. Helmstadii Officina Leuckartiana 1823.